# 松尾佳子
松尾佳子（1944年3月5日—）是日本的女聲優，東京都出身。從屬於Sigma Seven。

## 人物介紹
- 資深人員，從60年代中期到70年代後半，大多是為女主角配音的角色。
- 近年來擔任成年女性角色大多是配老婆婆的角色，而擔任少年等等的角色時低沉聲音演出的角色比較多。
- 「超級機器人大戰IMPACT」、「超級機器人大戰Z」、「無敵超人Zambot 3」演出的時候，擔任神勝平角色的大山羨代與神江宇宙太的森功至一起共同演出。

## 演出作品

### 電視動畫
- 愛的教育克歐雷物語（馬可）
- 動畫親子劇場（以撒）
- 青之驅魔師（詩惠美的祖母）
- Hello Kitty（凱樂比）
- 動物小町1（花村春美）
- 水星領航員系列
  - 水星領航員 ARIA The ANIMATION（偉大的祖母（天地秋乃））
  - 水星領航員 ARIA The NATURAL（偉大的祖母（天地秋乃））
  - 水星領航員 ARIA The ORIGINATION（偉大的祖母（天地秋乃））
- 安地斯少年佩佩羅的冒險（凱納）
- 宇宙少年曾蘭（古月美嘉）
- 超能力魔美（竹長的母親）
- 美味大挑戰（小泉編集局長夫人）
- 頑皮神物語小波蓉（達芙娜）
- 古斯拉（鈴子）
- 地底少年馬林（妮芙蒂芮）
- 巨人之星（日高美奈）
- 大嘴鳥（禿田小丸）
- 銀河鐵道999（阿特米斯、芙蕾雅、年輕女子）
- 鯨魚少女荷西芬娜（雪拉）
- 蠟筆小新（少年時代的山田約翰）
- 荒野少年小勇
- 青空下的約定 〜歡迎來到鶇宿舍〜（星野奈津江）
- 昆蟲物語 孤兒荷琪（花）
- 西頓動物記 熊的孩子傑奇（蘭）
- 噴射馬斯（美理）
- 城市獵人（串田）
- 火車頭大旅行（波可）
- 森林大帝（第1作）（萊雅）
- 真· 戀姬†無雙（老婆婆）
- 世界名作劇場系列
  - 法蘭德斯之犬（愛露娃·柯傑茲）※代役
  - 尋母三千里（馬可·羅西）
  - 浣熊拉斯卡爾（西奧朵拉（西奧）·莫德·諾斯）
  - 紅髮安妮（露西拉·哈里斯）
  - 湯姆索耶的冒險（班妮·賽拉斯）
  - 家族魯賓遜漂流記 不可思議之島的芙蘿拉（芙蘿拉·魯賓遜）
  - 牧場上的少女卡特莉（米娜）
  - 波菲的漫長旅程（黛西）
- 凡爾賽玫瑰（路易・約瑟夫）
- 戰國魔神豪將軍（伊莎貝爾・克隆凱特）
- 黑之契約者（星見大人）
- 時間飛船系列
  - Yatterman（賀羅）
  - Zenderman（漢斯）
- 幸福光暈〜hitotose〜（小楓的外婆）
- 瓢蟲之歌（一週水男（第2代））
- 哆啦A夢（后羿）
- 野良黑（小美子）
- 愛麗絲夢遊仙境（媽媽）
- 星星王子 小王子（星星玫瑰）
- 星星王子丘比（蒂羅瓊）
- Myself ; Yourself（梶井）
- 速度挑戰者（第1作）（志村美智（第一代））
- 無敵超人珍寶3（神北惠子）
- 無敵機器人 托萊達G7（龍介）
- 名偵探柯南（龜井八重子（鶴田民子））
- 名偵探福爾摩斯（威廉（威利·威札德））
- 棒球狂之詩（武藤信子）
- 彩虹戰隊羅賓（瑪格麗特）

### 劇場版動畫
- 咪咪流浪記（亞瑟·米利根）
- 哆啦A夢 大雄與雲之王國（后羿）
- 劇場版×××HOLiC 仲夏夜之夢（老婆婆）

### OVA
- 水星領航員 ARIA The OVA 〜ARIETTA〜（偉大的祖母（天地秋乃））
- 銀河英雄傳說系列（歐棠絲·卡賽納）
- 三麗歐登場人物動畫系列「Kero Kero Keroppi」（Keroppi）
- 幸福光暈（小楓的外婆）

### 遊戲
- 水星領航員 ARIA The NATURAL ~遙遠記憶的MIRAGE~（偉大的祖母（天地秋乃））
- 蠟筆小新 風起雲湧！奉送都市機關槍（山田約翰）
- 超級機器人大戰大戦系列（神北惠子）
- 百萬噸亞姆斯（鎧守）

### 配音
- 貝蒂與狄克秀（凱西）

### 連續劇CD
- 傀儡小丑的故事（愛蓮娜·老婦人）

### 旁白
- 伊能沃克（旁白）
- 超級J頻道（旁白）
- 世界銘酒紀行（旁白）
- 電視人類發現（旁白）
- People（旁白）
- 人類發現（旁白）
- 寵物百科（「貓們的詩」旁白）
- 理化教室6年（旁白）

### 其他
- 兒童人偶劇場「踩到麵包的女孩」（英格爾）
- 東京國立博物館「對決 巨匠們的日本美術」聲音嚮導（駕駛員）

## 外部連結
- 事務所公開簡歷 （页面存档备份，存于）（日語）